# Fernand Ledoux

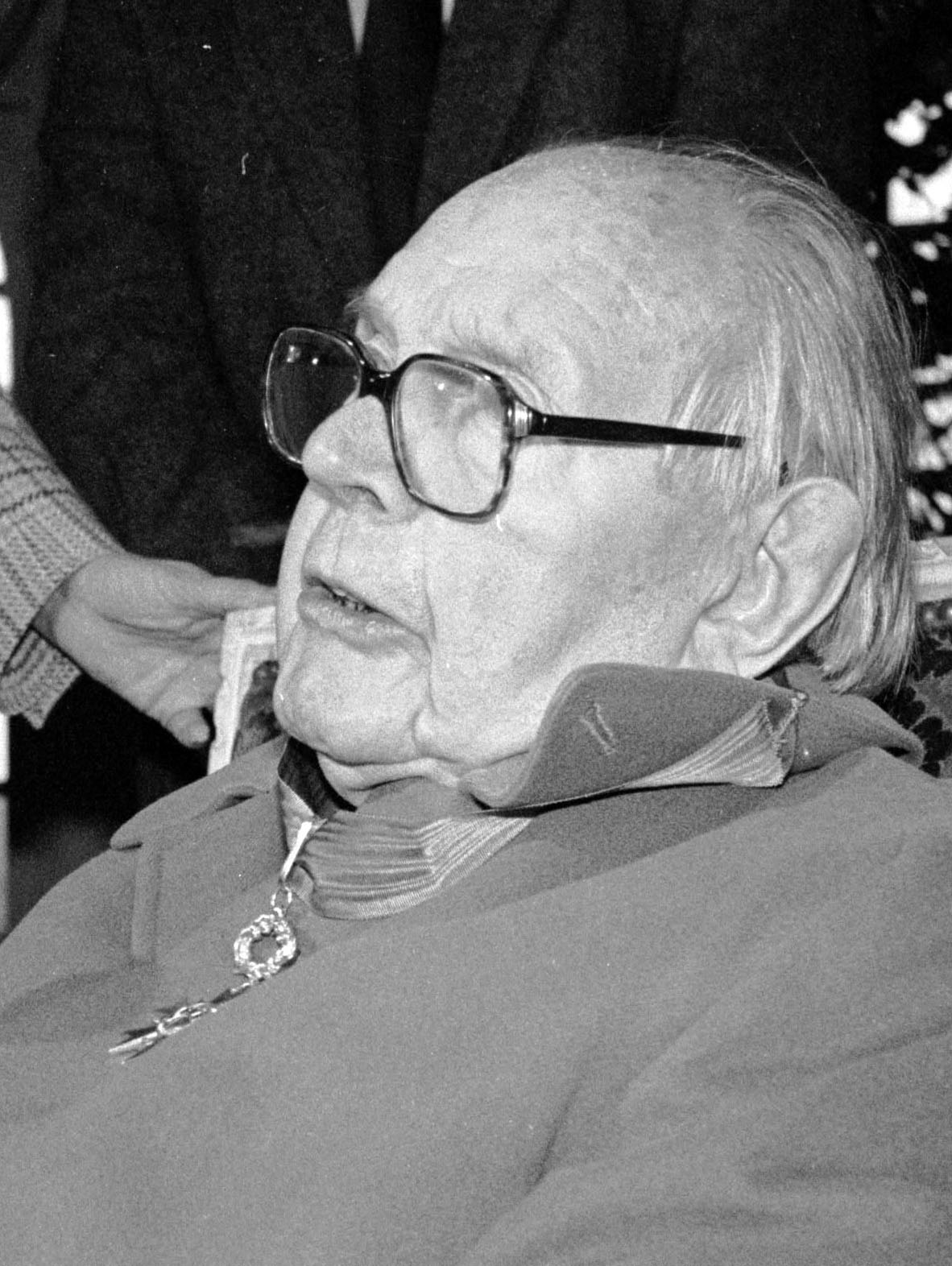
Fernand Ledoux (1992)

Fernand Ledoux (* 21. Januar 1897 in Tirlemont; † 21. September 1993 in Paris) war ein belgischstämmiger französischer Schauspieler.

## Leben
Fernand Ledoux ging nach kurzem Militärdienst im Jahr 1914 nach Frankreich und absolvierte eine Ausbildung als Schauspieler. Über seinen Kriegskameraden, den Regisseur Jacques Feyder ergab sich im Jahr 1918 die erste Rolle im Film. Bis zum Jahr 1984 wirkte Ledoux an insgesamt fast 90 Film- und Fernsehproduktionen mit. Seine bekannteste Rolle war wahrscheinlich die des Bahnhofsvorstehers, der den Vergewaltiger seiner Frau umbringt, in Jean Renoirs Filmklassiker Bestie Mensch (1938). Auch auf der Bühne trat Ledoux viele Jahre auf, überwiegend im Charakterfach.

## Filmografie (Auswahl)
- 1918: La faute d'orthographe (Kurzfilm)
- 1936: Mayerling
- 1936: Taras Bulba (Tarass Boulba)
- 1938: Bestie Mensch (La Bête Humaine)
- 1938/41: Der betrogene Betrüger (Volpone)
- 1939/41: Schleppkähne (Remorques)
- 1941: Der erste Ball (Premier bal)
- 1941: Ihr erstes Rendezvous (Premier rendez-vous)
- 1942: Die Nacht mit dem Teufel (Les Visiteurs du soir)
- 1943: Eine fatale Familie (Goupi Mains Rouges)
- 1944: Das Geheimnis der Berghütte (Sortilèges)
- 1945: Der Weg zur Hölle (La Fille au diable)
- 1948: Tödliche Leidenschaft (Pattes blanches)
- 1949: Das Geheimnis um Mr. Barton (Le Mystère Barton)
- 1954: Ein Akt der Liebe (Act of love)
- 1954: Ein ganzes Leben (Les Hommes en blanc)
- 1954: König der Wüste (Fortune carrée)
- 1954: Papa, Mama, Katrin und ich (Papa, maman, la Bonne et moi)
- 1955: Papa, Mama, meine Frau und ich (Papa, maman, ma femme et moi)
- 1956: Die Abenteuer des Till Ulenspiegel (Les Aventures de Till L’Espiègle)
- 1957: Der Mann, der sterben muß (Celui qui doit mourir)
- 1957: Der Sarg kam per Post (Les Violents)
- 1957: Die Elenden (Les misérables)
- 1958: Christine
- 1962: Der längste Tag (The Longest Day)
- 1962: Freud (Freud – The secret passion)
- 1962: Am Ende aller Wege (La Glaive et la balance)
- 1962: Der Prozeß (Le procès)
- 1964: Der Tag danach (Up From the Beach)
- 1965: Der Dorfschullehrer und sein Automobil (La Communale)
- 1970: Eselshaut (Peau d’âne)
- 1973: Die Löwin und ihr Jäger (Les granges brûlées)
- 1976: Alice (Alice ou la Dernière fugue)
- 1977: Jedem seine Hölle (A chacun son enfer)
- 1981: Jules und Juju (Jules et Juju)
- 1982: Tausend Milliarden Dollar (Mille milliards de dollars)
- 1982: Die Legion der Verdammten (Les misérables)